# Herment
 (mars 2017).
Si vous disposez d'ouvrages ou d'articles de référence ou si vous connaissez des sites web de qualité traitant du thème abordé ici, merci de compléter l'article en donnant les références utiles à sa vérifiabilité et en les liant à la section « Notes et références ».
Pour les articles homonymes, voir Herment (homonymie).
Herment est une commune française située dans le département du Puy-de-Dôme, en région Auvergne-Rhône-Alpes.

## Géographie
Campé sur sa butte basaltique à 830 m d’altitude, Herment est le premier contrefort volcanique à l’ouest du département du Puy-de-Dôme. En toile de fond, les Monts Dore, ceux du Limousin et le Plomb du Cantal. Une vue exceptionnelle sur cinq départements depuis la « Promenade des Murs », site protégé qui ceint le bourg. Une petite ville médiévale construite autour de sa collégiale du XIIe siècle, classée Monument Historique. Plusieurs monuments et édifices de caractères sont également visibles.
Cette zone rurale de moyenne montagne bénéficie de l’attrait touristique des stations d’hiver et de thermalisme du massif du Sancy.

### Localisation
Herment est située à l'ouest du département du Puy-de-Dôme. Trois communes sont limitrophes :
|             |                            |           |
| Verneugheol | Herment                    | Sauvagnat |
|             | Saint-Germain-près-Herment |           |

### Transports
La commune est accessible par les routes départementales 987 (ancienne route nationale 687 vers Pontaumur au nord et Bourg-Lastic au sud), 204 (vers Gelles à l'est et Giat au nord-ouest).

### Climat
Pour des articles plus généraux, voir Climat d'Auvergne-Rhône-Alpes et Climat du Puy-de-Dôme.
En 2010, le climat de la commune est de type climat des marges montargnardes, selon une étude du Centre national de la recherche scientifique s'appuyant sur une série de données couvrant la période 1971-2000. En 2020, Météo-France publie une typologie des climats de la France métropolitaine dans laquelle la commune est exposée à un climat de montagne ou de marges de montagne et est dans la région climatique Ouest et nord-ouest du Massif Central, caractérisée par une pluviométrie annuelle de 900 à 1 500 mm, maximale en automne et en hiver.
Pour la période 1971-2000, la température annuelle moyenne est de 8,9 °C, avec une amplitude thermique annuelle de 15,2 °C. Le cumul annuel moyen de précipitations est de 1 089 mm, avec 13,1 jours de précipitations en janvier et 8,5 jours en juillet. Pour la période 1991-2020, la température moyenne annuelle observée sur la station météorologique de Météo-France la plus proche, « Saint-Sulpice », sur la commune de Saint-Sulpice à 13 km à vol d'oiseau, est de 9,4 °C et le cumul annuel moyen de précipitations est de 1 001,7 mm,. Pour l'avenir, les paramètres climatiques de la commune estimés pour 2050 selon différents scénarios d'émission de gaz à effet de serre sont consultables sur un site dédié publié par Météo-France en novembre 2022.

## Urbanisme

### Typologie
Au 1er janvier 2024, Herment est catégorisée commune rurale à habitat dispersé, selon la nouvelle grille communale de densité à sept niveaux définie par l'Insee en 2022.
Elle est située hors unité urbaine et hors attraction des villes,.

### Occupation des sols
L'occupation des sols de la commune, telle qu'elle ressort de la base de données européenne d’occupation biophysique des sols Corine Land Cover (CLC), est marquée par l'importance des territoires agricoles (65,2 % en 2018), une proportion sensiblement équivalente à celle de 1990 (65,9 %). La répartition détaillée en 2018 est la suivante : prairies (48 %), forêts (31,2 %), zones agricoles hétérogènes (17,2 %), zones urbanisées (3,4 %), milieux à végétation arbustive et/ou herbacée (0,2 %). L'évolution de l’occupation des sols de la commune et de ses infrastructures peut être observée sur les différentes représentations cartographiques du territoire : la carte de Cassini (XVIIIe siècle), la carte d'état-major (1820-1866) et les cartes ou photos aériennes de l'IGN pour la période actuelle (1950 à aujourd'hui).

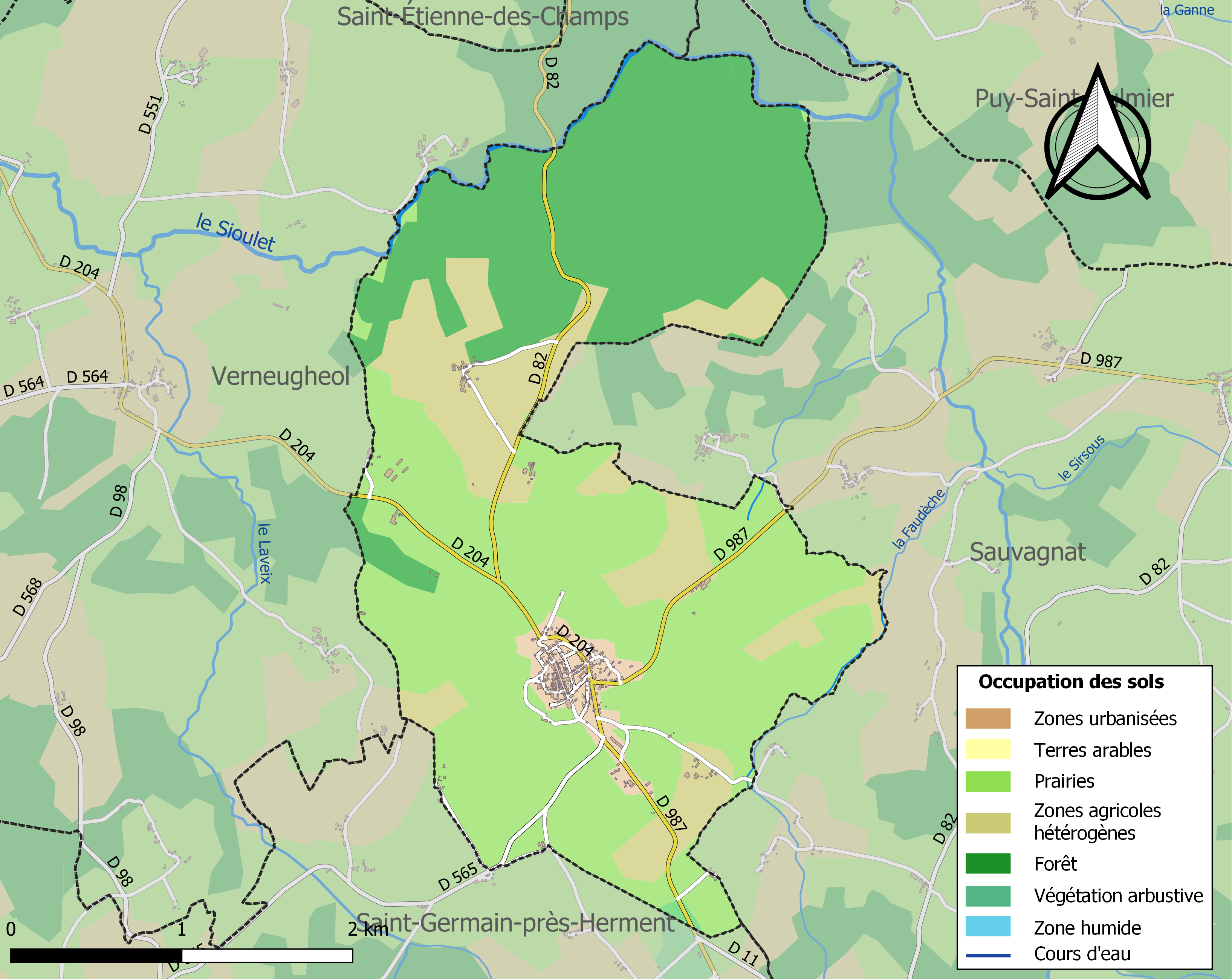
Carte des infrastructures et de l'occupation des sols de la commune en 2018 (CLC).

## Toponymie
Toponyme dérivé du mot gaulois erm avec le suffixe locatif –enc. Le latin classique utilisait un mot hérité du grec eremus pour désigner le désert, la solitude. Eremus a gardé ce sens de désert, de solitude, d’ermitage, mais, parallèlement, est apparu le sens rural de « lande stérile », en bas latin herma terra. Le latin chrétien a emprunté au grec le terme « ermite », « celui qui vit dans la solitude ».
Hermenc en occitan,.

## Histoire

### Antiquité
Selon Val de Saunade, l'existence d'un village à l'emplacement de l'actuel bourg d'Herment remonterait à l'époque celtique ; le nom d'Herment viendrait de Herm : désert. Il n'existe cependant pas de documents historiques prouvant l'existence d'Herment avant 1145.
En revanche, sur le site de Beauclair, un site archéologique a été mis au jour au XIXe siècle par Ambroise Tardieu. Les vestiges datent de l'époque romaine et selon Val de Saunade, Beauclair a été détruite au IIIe siècle.

### Moyen Âge
En 1140, la construction d'un imposant château fort est entreprise par Robert III, comte d'Auvergne. Sa situation géographique lui conférant toute sa puissance stratégique, autour de ce château se développe une petite ville dont l'importance va grandissante au fil des siècles.
Du fait de sa situation dans l'ouest de l'Auvergne et à proximité immédiate de la Guyenne, elle a été, pendant la guerre de Cent Ans, conquise et occupée pendant deux ans, de 1367 à 1369, par les routiers à la solde des Anglais.
Au début du XVe siècle, et depuis une date inconnue, la ville était défendue par des murailles dont l'entretien et la garde étaient à la charge des habitants. Ceux-ci en échange, étaient dispensés du guet au château seigneurial. Vers 1434-1435, cette enceinte étant mal entretenue, les habitants entreprirent la construction d'une enceinte plus réduite pour protéger les seuls quartiers habités.
À la fin du XVe siècle, un certain Henri Arnauld, issu d'une famille noble d'Auvergne aujourd'hui éteinte, devint écuyer du comte de Beaujeu et gouverneur de la ville et du château d'Herment. Ces charges lui furent ensuite confirmées par le connétable de Bourbon, gendre du comte de Beaujeu. Henri Arnauld rendit un très grand service à ce connétable alors sur le point de se faire prendre par ses ennemis, en faisant ferrer ses chevaux à rebours. Ces gens-là, jugeant par la trace des chevaux qu'il était parti du lieu où — au contraire — il s'était caché, allèrent courir inutilement où il n'était pas.

### Époque moderne
Pendant les guerres de religion, la ville fut prise par les protestants en 1578, puis reprise par les catholiques et finalement incendiée par les Ligueurs.
À la fin de l'Ancien Régime, Herment perd de son importance, faute de travail, beaucoup d'hommes émigrent saisonnièrement vers Lyon ou Bordeaux.

### Époque contemporaine
Au XIXe siècle, l'émigration s'accentue, les migrations perdent leur caractère saisonnier et deviennent définitives. La ville, sans grand commerce et sans grande industrie, ne peut retenir sa population qui atteint son maximum démographique vers 1850.
En novembre 2008, une usine de granulés et pellets de bois ouvre ses portes à Saint-Germain-près-Herment, ce qui permet au secteur des énergies renouvelables de se développer dans la région.

## Politique et administration

### Découpage territorial
La commune d'Herment est membre de la communauté de communes Chavanon Combrailles et Volcans, un établissement public de coopération intercommunale (EPCI) à fiscalité propre créé le 1er janvier 2017 dont le siège est à Pontaumur. Ce dernier est par ailleurs membre d'autres groupements intercommunaux. Jusqu'en 2016, elle faisait partie de la communauté de communes Sioulet-Chavanon.
Sur le plan administratif, elle est rattachée à l'arrondissement de Riom depuis 2017, à la circonscription administrative de l'État du Puy-de-Dôme et à la région Auvergne-Rhône-Alpes. Avant mars 2015, elle était chef-lieu de canton.
Sur le plan électoral, elle dépend du canton de Saint-Ours pour l'élection des conseillers départementaux, depuis le redécoupage cantonal de 2014 entré en vigueur en 2015, et de la deuxième circonscription du Puy-de-Dôme pour les élections législatives, depuis le dernier découpage électoral de 2010 (troisième circonscription avant 2010).

### Élections municipales et communautaires

#### Élections de 2020
Le conseil municipal d'Herment, commune de moins de 1 000 habitants, est élu au scrutin majoritaire plurinominal à deux tours avec candidatures isolées ou groupées et possibilité de panachage. Compte tenu de la population communale, le nombre de sièges à pourvoir lors des élections municipales de 2020 est de 11. La totalité des candidats en lice est élue dès le premier tour, le 15 mars 2020, avec un taux de participation de 67,61 %.

#### Chronologie des maires
| Période                                  | Période                    | Identité                        | Étiquette  | Qualité |
| ---------------------------------------- | -------------------------- | ------------------------------- | ---------- | --- |
| Les données manquantes sont à compléter. |                            |                                 |            | |
| 1790                                     | 1792                       | Jean-Baptiste Bouyon            |            | |
| 1792                                     | 1793                       | Pierre Mazuer                   |            | |
| 1793                                     | 1795                       | Louis Peyronnet de Saunnazeix   |            | |
| 1795                                     | 1800                       | François Verny                  |            | |
| 1800                                     | 1815                       | Louis Peyronnet                 |            | Notaire, président du canton d'Herment |
| 1815                                     | 1816                       | Léonard-Jean Bouyon             |            | |
| 1816                                     | 1831                       | Léger Pélissière                |            | |
| 1831                                     | 1848                       | François-Marie Peyronnet        |            | |
| 1848                                     | 1848                       | Stéphane Roudaire               |            | |
| 1848                                     | 1851                       | Charles Gilbert Tardieu         |            | Conseiller d'arrondissement et délégué cantonal                                                                                                   |
| 1851                                     | 1853                       | Antoine Porte-Passelaigue       |            | Adjoint au maire, remplit les fonctions de maire                                                                                                  |
| 1853                                     | 1855                       | Pierre Porte-Sauty              |            | Adjoint au maire, remplit les fonctions de maire                                                                                                  |
| 1855                                     | 1860                       | Antoine-Marien Démonteix        |            | |
| 1860                                     | 1866                       | Gervais Johannel                |            | |
| 1866                                     | 1867                       | Pierre Bourrand                 |            | Adjoint au maire, remplit les fonctions de maire                                                                                                  |
| 1867                                     | 1870                       | Louis-Annet-Félix Peironnet     |            | |
| 1870                                     | 1871                       | Pierre-Nicolas Anglade          |            | |
| 1871                                     | 1878                       | Louis-Annet-Félix Peironnet     |            | |
| 1878                                     | 1895                       | Antoine-Marien Démonteix        |            | |
| 1895                                     | 1902                       | Pierre-Emile Verny              |            | |
| 1902                                     | 1903                       | Pierre Haste                    |            | Adjoint au maire, remplit les fonctions de maire                                                                                                  |
| 1903                                     | 1922                       | Lucien Roux                     |            | Promoteur des eaux de la ville d'Herment |
| 1922                                     | 1925                       | Baptiste-Frédéric-Antoine Verny |            | |
| 1925                                     | 1927                       | Jean-Baptiste Germain           |            | |
| 1927                                     | 1934                       | Joseph Carvanier                |            | |
| 1934                                     | 1943                       | Antonin Fargeix                 |            | |
| 1943                                     | 1965                       | Baptiste Verny                  |            | |
| 1965                                     | 1968                       | Paul Brand                      |            | Conseiller général du canton d'Herment |
| 1968                                     | 1983                       | Émile Bertrand                  |            | Délégué départemental de l'éducation nationale |
| 1983                                     | 2001                       | Paul Souchal                    |            | Vice-président du SIVOM puis de la communauté de communes Sioulet-Chavanon                                                                        |
| 2001                                     | 2008                       | Jeannine Hubert                 |            | |
| 2008                                     | En cours (au 29 août 2021) | Boris Souchal,                  | ? puis UDI | Agent commercial Président de la communauté de communes Sioulet-Chavanon (2014-2016) Vice-président de la communauté de communes[réf. nécessaire] |

## Population et société

### Démographie
L'évolution du nombre d'habitants est connue à travers les recensements de la population effectués dans la commune depuis 1793. Pour les communes de moins de 10 000 habitants, une enquête de recensement portant sur toute la population est réalisée tous les cinq ans, les populations de référence des années intermédiaires étant quant à elles estimées par interpolation ou extrapolation. Pour la commune, le premier recensement exhaustif entrant dans le cadre du nouveau dispositif a été réalisé en 2007.

En 2022, la commune comptait 264 habitants, en stagnation par rapport à 2016 (Puy-de-Dôme : +2,1 %, France hors Mayotte : +2,11 %).
| 1793 | 1800 | 1806 | 1821 | 1831 | 1836 | 1841 | 1846 | 1851 |
| ---- | ---- | ---- | ---- | ---- | ---- | ---- | ---- | ---- |
| 696  | 542  | 559  | 585  | 564  | 620  | 533  | 575  | 543  |

| 1856 | 1861 | 1866 | 1872 | 1876 | 1881 | 1886 | 1891 | 1896 |
| ---- | ---- | ---- | ---- | ---- | ---- | ---- | ---- | ---- |
| 526  | 569  | 600  | 459  | 510  | 523  | 522  | 508  | 516  |

| 1901 | 1906 | 1911 | 1921 | 1926 | 1931 | 1936 | 1946 | 1954 |
| ---- | ---- | ---- | ---- | ---- | ---- | ---- | ---- | ---- |
| 538  | 527  | 483  | 412  | 397  | 396  | 423  | 399  | 364  |

| 1962 | 1968 | 1975 | 1982 | 1990 | 1999 | 2006 | 2007 | 2012 |
| ---- | ---- | ---- | ---- | ---- | ---- | ---- | ---- | ---- |
| 407  | 363  | 367  | 363  | 350  | 352  | 289  | 280  | 304  |

| 2017 | 2022 | - | - | - | - | - | - | - |
| ---- | ---- | - | - | - | - | - | - | - |
| 245  | 264  | - | - | - | - | - | - | - |

### Enseignement
Herment dépend de l'académie de Clermont-Ferrand. Elle est dotée depuis la rentrée 2011 d'une école primaire rénovée, après avoir engagé un gros programme de restructuration qui permet d'offrir aujourd'hui un équipement pédagogique moderne.

### Manifestations culturelles et festivités
Fête de la Saint-Jean-Baptiste
Cette tradition ancestrale veut que la jeunesse se procure un immense bûcher, qu'elle place dans l'endroit le plus apparent. Le soir, la masse de feu s'élève dans les airs aux cris joyeux des assistants. Aujourd'hui, cette tradition perdure : le vendredi qui suit le 24 juin, la population d'Herment partage un repas festif et, à la nuit tombée, se retrouve sur le point culminant du bourg pour embraser un pignon de branches de sapin, préalablement monté par les jeunes du pays.
Fête patronale de la Saint Roch
Le vendredi qui suit le 15 août, le bourg d'Herment vit pendant trois jours une ère festive. Les hostilités sont ouvertes le vendredi et le samedi avec deux bals populaires, le concours de pétanque et la retraite aux flambeaux. Le dimanche matin a gardé son caractère traditionnel : une procession quitte l'église, descend la grand'rue et emprunte le chemin de ronde. La statue de saint Roch est portée sur un brancard surmonté d'arceaux auxquels on suspend des grappes de raisin. La statue est entourée par la bravade, c'est-à-dire huit jeunes du village, armés chacun d'un fusil. Ils tirent des salves en l'honneur du saint. Après la procession, les grains de raisin bénis qui décoraient la statue sont offerts aux fidèles et les jeunes gens vont tirer des salves devant toutes les maisons du bourg. L'après-midi dominical, c'est le défilé des chars fleuris qui assure l'animation, par la joie des plus petits et l'humour décalé des plus grands. La journée se termine par un repas et le feu d'artifice qui clôture ces trois jours de fête conviviale.
La bravade
Plus qu'une tradition, la bravade est à Herment une institution. De père en fils, chaque homme du village au retour de sa conscription a porté les armes. Si l'origine de cette tradition vieille de plusieurs siècles reste incertaine, il n'en demeure pas moins que chaque année, le dimanche qui suit le 15 août, une formation de huit jeunes gens composée d'un capitaine, d'un porte-drapeau et de six fantassins armés de fusils, se présentent devant l'église pour honorer le saint patron de la commune. À chaque station de la procession, la bravade tire une salve en l'honneur de saint Roch. La cérémonie terminée, la bravade poursuit son périple dans les rues du bourg et sous les ordres du capitaine tire une salve devant chaque maison où on leur donne quelques argents pour la fête et les jeux.

### Santé
La commune possède une pharmacie et une pédicure-podologue.

### Sports
La commune possède un club de football, une société de pêche et une société de chasse.
L'Union Sportive Herment – Puy-Saint-Gulmier regroupe deux équipes masculines : l'une en deuxième et l'autre en quatrième division[Quand ?], mais aussi une équipe féminine qui est inscrite au plateau de football à 7.
Par ailleurs, il existe trois parcours de randonnée, un terrain de pétanque, et le complexe sportif Antonin-Fargeix, composé d’un stade de football, d’un terrain de tennis et d’un terrain de cross.

## Économie
Outre l'attractivité des entreprises de la filière bois et de l'usine EO2 présentent sur le secteur, Herment fait partie du bassin d'emploi du centre hospitalier du Pays d'Eygurande (CHPE). Situé à 18 km, ce centre spécialisé sur des prises en charge spécifiques a une capacité d'hospitalisation de 170 lits et assure le suivi de 700 personnes.
Enfin, situé à moins de 50 minutes de l'ancienne capitale régionale, Herment bénéficie de l’attractivité du bassin d’emploi de Clermont-Ferrand. Aujourd’hui, nombreux sont les actifs à avoir concilié leur travail en ville tout en résidant sur la commune d’Herment.

### Industrie et artisanat
Le groupe industriel EO2, installé depuis 2008 sur le canton d’Herment, se positionne comme un acteur incontournable des énergies renouvelables et plus spécifiquement de la valorisation de la biomasse forestière, que cette usine transforme en granulés bois. Aujourd'hui[Quand ?], cette unité industrielle compte 35 salariés.
La commune compte trois couvreurs-zingueurs, un ramoneur, un charpentier-menuisier, un plombier-chauffagiste, deux électriciens, un plâtrier-peintre.

### Commerce et services
- Commerces : une boulangerie (Fournil d'Herment), une épicerie (Vival), un Snacking-Traiteur (l'Obélix), un coiffeur (Coiffure Cindy), un magasin de motoculture (HP Motoculture), un magasin d’électroménager (Pulsat), un taxi (Aurélie Taxi), un cabinet vétérinaire (Courtadon-Frigière).
- Services à la personne : Un syndicat intercommunal d'aide ménagère[36], un service de portage de repas à domicile.
- Un centre de secours[37], une gendarmerie, un centre départemental des routes, une agence postale[38], un point vert.

## Culture locale et patrimoine

### Lieux et monuments

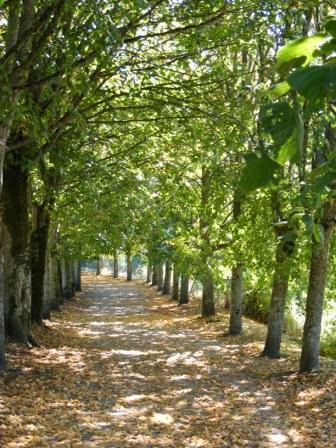
Promenade des Murs.

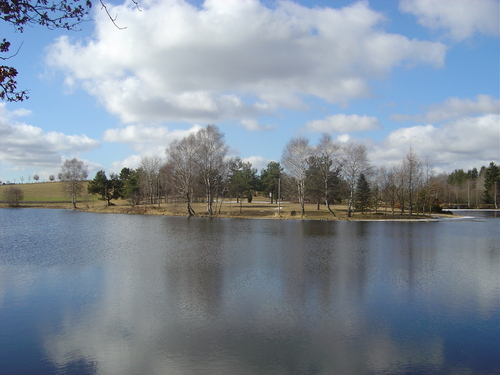
Étang de Farges.

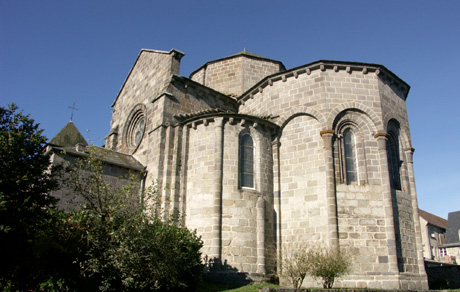
Collégiale Notre-Dame d'Herment.

#### Patrimoine architectural et historique

##### Collégiale Notre-Dame
Monument historique classé.
Érigée entre 1145 et le début du XIIIe siècle par le chapitre cathédral de Clermont sur un terrain offert par le comte d'Auvergne Robert III, la collégiale, de transition roman-gothique est unique en Auvergne. L'inspiration du maître d'œuvre traduit des influences du roman limousin. Depuis 1868, la collégiale est classée monument historique, et par sa taille le troisième édifice roman du département du Puy-de-Dôme. Elle renferme des mobiliers classés monuments historiques : bas-relief : Vierge de Pitié, fonts baptismaux et pentures de la porte occidentale.

##### Fontaine médiévale
Elle date du XIVe siècle. À cette époque, elle constituait le seul point d’eau de la ville. Sa ressource provient d’un réservoir souterrain d’une profondeur de 15 pieds. Elle se situe rue de la Fontaine.

##### Trésor de Barberol
Ce dépôt monétaire a été trouvé sur la commune d'Herment en avril 2001. Les 48 monnaies datent du XIVe siècle. Toutes en or, elles ont été émises sous les règnes des rois Jean II le Bon et Charles V le Sage. Elles sont visibles lors d’expositions temporaires.

##### Chapelle Notre-Dame-de-Bonne-Nouvelle
Cette chapelle est l'œuvre du chanoine Jean Robert. Construite en 1466, elle se situe dans la Grand'Rue, à côté de l'ancien hospice. Une grosse restauration de l'édifice eut lieu en 1745.

##### Maison Tardieu
Du nom du célèbre historiographe Ambroise Tardieu qui l'habita, cet hôtel particulier du XVe siècle se caractérise par sa tour et ses balustrades sculptées. Il se situe rue Ambroise-Tardieu.

##### Tableau de sainte Radegonde
Mobilier historique classé.
Ce tableau de XVIIe siècle est connu à tort, sous le nom de « Sainte-Radegonde ». L'artiste qui demeure inconnu, a puisé son inspiration dans le thème des vanités, en mettant en scène une allégorie de la vertu. La hauteur du regard de cette femme qui renie l'amour, l'argent et le pouvoir, suggère assurément une conduite plus vertueuse. Il est visible dans la collégiale.

#### Patrimoine culturel
- Équipements : Une salle polyvalente, la bibliothèque municipale et plusieurs salles associatives.
- Associations de détente : Les historiales d'Herment, le comité des fêtes, le club des aînés de la butte d'Herment, la confrérie des mangeurs et ramasseurs de champignons.
- Associations culturelles : Association de géologie La Géode[44], association d’astronomie de Verneugheol[45], maison de pays Sioulet-Chavanon[46], association Bach en Combrailles[47], association archéologique Fines[48], association archéologique Agrippa[49].

#### Patrimoine naturel
La Promenade des Murs (site classé)
Le bourg d'Herment est construit au sommet d'une butte qui domine la campagne environnante. L'ancien tracé des remparts est occupé par une promenade plantée de tilleuls et d'ormeaux, d'où on bénéficie d'une très belle vue sur un horizon de prairies et de forêts limité par le massif du Sancy, les volcans d'Auvergne, le plomb du Cantal et les monts du Limousin. Cette promenade est inscrite depuis 1978 à l'inventaire des sites.
L’arbre du duc de Sully (arbre remarquable classé)
Ce tilleul a été planté en 1601 à l'initiative du duc de Sully afin de célébrer la naissance de Louis XIII, fils du Roi Henri IV. Depuis 2006, il est inscrit à la base de données des arbres remarquables d'Auvergne. Il est visible square du Docteur-Roux.
Bois et forêts communales
La commune d'Herment dispose d'un patrimoine forestier de 360 hectares, essentiellement composé de sapins et d'épicéas. Sa gestion est confiée à l'Office national des forêts (ONF). La commune a fait le choix d'une gestion forestière qui respecte le programme de reconnaissance des certifications forestières (PEFC), label mondial qui assure aux consommateurs l'aspect environnemental et social des produits de la filière bois, tout en garantissant une origine du bois issu de forêts gérées durablement.
Rivières et étangs
Sur la ligne de partage des eaux entre le bassin de la Loire et celui de la Dordogne, Herment est triangulé par les gorges du Chavanon, la rivière de la Ramade et celle du Sioulet. Sa campagne environnante est parsemée d’étangs profonds et poissonneux. Nous noterons l'étang de Farges (12,5 ha), l'étang de Fayat (11 ha) et celui de Malgane (10 ha).

### Personnalités liées à la commune
- L'historiographe Ambroise Tardieu ; il habita la maison Tardieu, hôtel particulier du XVe siècle, situé rue Ambroise-Tardieu.
- La famille Arnauld, famille notable d'Herment attestée dès le XIIIe siècle ; plusieurs de ses membres y furent notaires ducaux ou royaux, avant qu'Antoine Arnauld (Herment, 1484 - Paris, 1585) ne s'installe à Riom, puis à Paris, où il fut à la fin de sa vie procureur général de la reine Catherine de Médicis. Il est le grand-père d'Arnaud d'Andilly, l'un des Solitaires de l'abbaye de Port-Royal-des-Champs, de sa sœur Angélique Arnauld, abbesse réformatrice de Port-Royal, et de leur plus jeune frère le Grand Arnauld, grandes figures du jansénisme. Arnaud d'Andilly est le père de Simon Arnauld de Pomponne, ministre de Louis XIV.

Page d'aide sur l'homonymie

### Héraldique
| Blason de Herment | Blason  | D'azur à la barque équipée d'argent, accompagnée d'une lettre gothique minuscule h d'or à dextre brochant sur la proue. |
| Blason de Herment | Détails | Le statut officiel du blason reste à déterminer.                                                                        |